# لوورو زوونارک
لوورو زوونارک (انگلیسی: Lovro Zvonarek؛ زادهٔ ۸ مهٔ ۲۰۰۵) بازیکن فوتبال اهل کرواسی است.
وی همچنین در تیم‌های ملی فوتبال زیر ۱۵، زیر ۱۶، زیر ۱۷، زیر ۱۸ و زیر ۱۹ سال کرواسی بازی کرده‌است.